# Guisanbourg
Guisanbourg est un ancien village de Guyane au commencement de l'embouchure de l'Approuague, aujourd'hui abandonné. Il doit son nom à Jean Samuel Guisan, son fondateur.

## Histoire

### Le bourg agricole
Dans les années 1770, Jean Samuel Guisan et ses hommes bâtirent des polders sur les bords du fleuve, qui apportèrent une certaine prospérité agricole au village. On y développa notamment la culture du coton et des cultures vivrières sur abattis.
Durant les années 1820, les principaux colons du quartier d'Approuague se lancent dans la culture de la canne à sucre et équipent leurs ateliers en machines à vapeur grâce aux subsides du ministère des colonies. Ils se procurent des centaines de nouveaux esclaves par la traite illégale (interdite depuis 1815).
Face au marronnage fréquent qui fait craindre aux planteurs une révoltes d'esclaves, ceux-ci demandent à l'administration l'établissement d'un poste militaire. En avril 1832, une commission composée de deux officiers, d'un ingénieur des ponts et chaussées, du commissaire-commandant du quartier et du président du Conseil général se rend sur place afin de déterminer le meilleur emplacement possible. Celui-ci doit permettre des communications aisées avec les parties les plus populeuses du quartier, comme avec Cayenne. Le site retenu se situe à environ 18 kilomètres de l’embouchure du fleuve, au point de confluence avec la rivière Courouaye. À cet endroit, la profondeur permet aux bâtiments de guerre tirant seize pieds d’eau de se mettre à l’abri, tandis que l'installation d'une batterie empêchera l'approche de tout navire ennemi.
Le bourg d’Approuague est fondé officiellement en juillet 1832. Ce sont les esclaves qui mènent les premiers travaux d'aménagement : défrichement, dessèchement, construction du premier débarcadère et des premiers bâtiments. Ainsi, dès 1833, le bourg compte un poste militaire et une église. Cette dernière construite au centre du bourg a été financée par une souscription des grands propriétaires du quartier « à raison de 5 francs par tête de nègre ». En avril 1834, le village prend le nom de « Guizanbourg ».
Dès juin 1834, des lots de terrains, de 22 mètres sur 30 sont mis en vente. Neuf années plus tard, en 1843, le voyageur Francis de Castelnau visite Guisanbourg, qu'il décrit comme composé d'une douzaine de maisons et une « jolie chapelle ». Le bourg compte également un quartier pour la garnison, composée de vingt-huit hommes placés sous le commandement d'un officier, et d'une maison de correction pour les esclaves. Selon Félix Couy, commissaire-commandant du quartier, le presbytère est la meilleure maison du bourg, puisqu'il se compose d’un bâtiment à étage, avec galerie haute et basse, d’un rez-de-chaussée parqueté comptant cinq appartements avec « boiseries en acajou » et « ameublement confortable », d’une servitude et d’un jardin.
Cependant, économiquement, Guisanbourg est loin d'être un « eldorado sucrier » qui avait incité sa fondation, les planteurs guyanais n'ayant pas les capitaux et le savoir-faire nécessaires pour affronter à la fois la concurrence des propriétaires sucriers des autres colonies européennes et de l'industrie betteravière. Le village sert tout juste alors d'entrepôt pour quelques plantations et chantiers forestiers, ce qui n'empêche nullement certains colons guyanais de proposer de faire Guisanbourg la principale ville commerciale et industrielle de la Guyane, et de ne laisser à Cayenne que le rôle de capitale militaire et administrative du territoire.
L'abolition de l'esclavage en 1848 inquiète cependant les planteurs qui craignent que leurs anciens esclaves fuient les mauvais traitements infligés par les colons en quittant massivement les exploitations pour aller vivre ailleurs notamment à Cayenne. Ils obtiennent dans un premier temps que l'administration décrète plusieurs lois coercitives contre les affranchis refusant de prendre un engagement avec leurs anciens maîtres. Malgré les amendes et les peines de prison, ces derniers refusent de céder, si bien qu'en 1856 et on dénombre que moins d’un quart des affranchis de l'Approuague ont un engagement chez leurs anciens maîtres. Les planteurs sont alors contraint de faire appel à des travailleurs étrangers. Ainsi, au milieu des années 1850, on compte plus de 1 200 immigrants travaillant dans ce quartier, dont près de 200 Africains, une dizaine de Chinois et 980 Indiens. À cette époque, la population de Guizanbourg tend à augmenter comme le prouvent plusieurs achats de concessions au bourg – vendues 150 francs –. Une école primaire y est alors ouverte en août 1856.
En 1859, la majorité de la quinzaine de sucreries fonctionnant en Guyane se trouve dans le quartier d'Approuague. Mais les conditions de travail sont dures et des centaines de travailleurs étrangers meurent de malnutrition, de violences physiques et d'épuisement, ce qui entraîne durant les décennies 1850-1870, plusieurs révoltes d’engagés Africains et Indiens à Guisanbourg.

### La ruée vers l'or
La situation économique du village connait un changement important lorsqu'en juillet 1855, un Amérindien nommé Paoline débarque à Guizanbourg avec quelques grammes d'or. Une expédition guidée par Paoline est alors organisée par les autorités pour se rendre sur les lieux de la découverte : les rives de la rivière l'Arataye, provoquant une première ruée vers l'or : en quelques années, la plupart de ses habitants migrent vers les placers se trouvant plus en amont sur l'Approuague. Le bourg devient alors un simple point de départ vers les sites aurifères, faisant ainsi péricliter l'industrie sucrière qui manque cruellement de main-d'œuvre (en 1873, il ne reste plus trois sucreries sur le quartier) : pour les habitants, l'orpaillage étant financièrement plus rentable que le travail dans les plantations.

### Le déclin
Mais cette ruée vers l'or bénéficia surtout à un nouveau bourg en formation baptisé Régina situé à une dizaine de kilomètres en amont du fleuve et qui comptera une population est estimée entre 2 000 et 3 000 habitants dans les années 1920. Guisanbourg n'est plus alors que la « triste résidence de quelques agents du gouvernement » comme le décrit le médecin François, délégué par la compagnie aurifère du Mataroni sur ses placers de l'Approuague en janvier 1875. En 1905, l'ingénieur Albert Bordeaux fait le même constat d'abandon du village : « depuis la découverte de l’or […] tout a été négligé : les digues n’ont pas été entretenues, l’eau s’est infiltrée partout et a rendu la localité marécageuse et malsaine ».
En janvier 1936, la situation est telle qu'elle fait perdre à Guisanbourg son statut de chef-lieu de la commune de l’Approuague au profit de Régina.
Au début des années 1960, le village ne compte plus qu'une cinquantaine d’habitants, puis une quinzaine en 1977, situation qui entraine un an plus tard la fermeture définitive de l’école. Le site est totalement abandonné au milieu des années 1980.